# حرامي الورقة (فلم)
حرامي الورقة هو فيلم مصري عرض عام 1970، بطولة محمود رضا ونجلاء فتحي، ومن إخراج علي رضا.

## قصة الفيلم
تدور أحداث الفيلم حول زينب (نجلاء فتحي) موظفة بأحد المصانع، تشتري إحدى ورقات اليانصيب وتتعرض للسرقة من أحد النشالين (توفيق الدقن) الذي يقايضها مع أحمد (محمود رضا) أحد زبائن بائع السجائر مقابل أن يشتري له علبة سجائر دون علمه بأنها مسروقة. الورقة تربح وتشتكي زينب للنيابة للحصول على حقها الذي أثبتته في محضر السرقة، بينما يطالب أحمد بحقه في المبلغ لشرائه الورقة دون علمه بسرقتها، تنشأ علاقة حب بين أحمد وزينب في الوقت الذي يقابل اللص أحمد للحصول على المبلغ وتتوالى الأحداث.

## طاقم التمثيل
- محمود رضا: (أحمد)
- نجلاء فتحي: (زينب)
- عبد المنعم إبراهيم: (فنجري)
- توفيق الدقن: (اللص)
- حسن مصطفى: (عطية - صاحب المصنع)
- ميمي شكيب: (والدة زينب)
- فريدة فهمي: (ضيفة شرف بشخصيتها الحقيقية)
- عادل أدهم: (المخرج وحيد - ضيف شرف)
- محمود شكوكو: (محمود - بائع السجائر)
- فايزة فؤاد: (لوزة)
- نعيمة الصغير: (نرجس - صاحبة الكازينو)
- علي جوهر: (وكيل النيابة)
- زيزي مصطفى
- حسن المليجي
- فاطمة عمارة
- فرقة رضا: (استعراضات)
- عبد القادر حسين: (لاعب قمار)
- ثريا: (طفلة)
- كوكي: (طفلة)

## فريق العمل
- إخراج: علي رضا
- تأليف: محمد عثمان
- مدير التصوير: أحمد خورشيد
- مونتاج: حسين أحمد
- موسيقى تصويرية: علي إسماعيل
- إنتاج: المؤسسة المصرية العامة للسينما
- المنتج: مصطفى عبد اللطيف
- توزيع: المؤسسة المصرية العامة للسينما